# Тобін Евальд Карлович
Евальд Карлович Тобін (Tobien) (1811—1860) — історик старо-руського права, німецького походження, професор Дерптського університету.
Праці про «Руську Правду»: «Die Prawda Russkaja und die ältesten Tractate Russlands» (1844), про судоустрій на Русі, криваву помсту та ін.